# Euphyia niveigutta
Euphyia niveigutta är en fjärilsart som beskrevs av William Schaus 1901. Euphyia niveigutta ingår i släktet Euphyia och familjen mätare. Inga underarter finns listade i Catalogue of Life.